# Rhyssonotus parallelus
Rhyssonotus parallelus is een keversoort uit de familie vliegende herten (Lucanidae). De wetenschappelijke naam van de soort is voor het eerst geldig gepubliceerd in 1881 door Deyrolle.